# Iron Sky
Iron Sky è un film del 2012 diretto da Timo Vuorensola.
Ambientato nel 2018, narra la storia di nazisti che, dopo essere stati sconfitti nel 1945, erano volati sulla Luna dove hanno costruito una flotta di dischi volanti e ora sono pronti a conquistare la Terra.

## Trama
Nel 2018 una navicella spaziale americana compie una nuova missione sulla Luna. Il lander trasporta due astronauti, Dennis Sanders e l'afroamericano James Washington, specificamente scelto per il colore della sua pelle per sostenere la rielezione del presidente degli Stati Uniti. Dopo essere atterrati sulla Luna, più precisamente la faccia nascosta, Sanders scopre uno strano impianto di Elio-3 e viene sorpreso da dei soldati nazisti in maschere antigas che uccidono Sanders e poi rapiscono Washington conducendolo nella loro base lunare Swastika.
Lo scienziato nazista Doktor Richter è chiamato a esaminare l'astronauta e scopre il suo smartphone. Benché inizialmente scettico, Richter riconosce che la capacità di computazione del dispositivo surclassa di molto qualsiasi cosa i tedeschi abbiano portato con loro e lo integra nella Crepuscolo degli Dèi, la nave madre nazista. Sfortunatamente per Richter, il telefono smette di funzionare a causa dello scaricamento delle batterie proprio nel momento in cui sta dimostrando il suo potere ai superiori, in particolare al nuovo führer lunare (Mondführer) Wolfgang Kortzfleisch. Il nazista Klaus Adler, che è per ragioni eugenetiche destinato a sposare Renata Richter, la specialista della Terra e figlia del dottore, si offre di recarsi sulla Terra per trovare un altro telefono con analoghe capacità. Adler prende un disco volante dirigendosi verso la Terra, portando James con sé, dopo che è stato "arianizzato" da Richter (sbiancandogli la pelle con un liquido "albinizzante").
Arrivati a New York, Adler scopre che Renate si è imbarcata clandestinamente. Il trio viene in seguito intercettato e presentato alla presidente degli Stati Uniti (parodisticamente simile a Sarah Palin) e alla sua aiutante, Vivian Wagner. Adler e Renata, per aiutare la presidente alle elezioni, procedono a trasformare la campagna del presidente in stile nazista, con apparente successo; tuttavia Renata non è a conoscenza dei piani di Adler di annientare gli Stati Uniti e rovesciare l'attuale führer e conquistare il mondo. Tre mesi dopo, Kortzfleisch sembra avere compreso il piano di Adler e manda la sua armata (senza però la Crepuscolo degli Dèi) in orbita sulla Terra. Egli stesso atterra confrontandosi con Adler. Nel frattempo Renata incontra per strada James Washington, ora ridotto a un senzatetto, e decide di schierarsi contro i nazisti dopo aver capito i veri piani di Adler e aver visto il film Il grande dittatore. Adler uccide Kortzfleisch e prende il suo posto, tornando in orbita con la navicella di quest'ultimo portandosi un iPad con sé.
Le Nazioni Unite si riuniscono per discutere della minaccia nazista in orbita. La Presidente è entusiasta di avere finalmente una guerra che probabilmente potrà farla rieleggere e nomina Vivan Wagner a capo della navicella spaziale USS George W. Bush che orbita intorno alla Terra trasportando armi nucleari. La maggior parte delle altre nazioni, tranne la Finlandia, hanno già sviluppato navicelle armate simili (contro tutti gli accordi internazionali) e si uniscono agli statunitensi per sconfiggere l'armata d'invasione nazista. Sulla Terra, Renata convince Washington a tornare con lei sulla Luna per fermare Adler. Si imbarcano quindi sul loro disco volante alla volta del satellite e della Crepuscolo degli Dèi, di cui Washington tenta di disattivare il sistema d'armamento (quindi confrontarsi con il dottor Richter), mentre Renata va in cerca di Adler. Nel frattempo, la flotta internazionale ha distrutto la Swastika e si sta dirigendo verso la Crepuscolo degli Dèi.
Nella battaglia finale, Washington riesce a soggiogare il dottor Richter e a scollegare il dispositivo che ora ha il controllo della Crepuscolo degli Dèi, mentre Renata uccide Adler. La Crepuscolo degli Dèi precipita sulla Luna, ma non prima che Adler abbia staccato un pezzo considerevole della Luna per tentare di colpire la Terra. La Presidente degli Stati Uniti chiama Wagner dall'incontro alle Nazioni Unite, congratulandosi con lei per la vittoria. Tuttavia, Wagner menziona i grandi serbatoi nell'impianto di Elio-3 che ha visto sulla Luna. Questa sostanza potrebbe mantenere gli Stati Uniti indipendenti da fonti di energia estere per un millennio, quindi il presidente avanza immediatamente pretese su di esso. Come risultato le Nazioni Unite e il veicolo spaziale internazionale ingaggiano battaglia.
Renata si incontra con Washington (ora tornato di pelle scura grazie a un siero "dealbinizzatore") nella base Swastika in fiamme e i due si baciano davanti agli occhi increduli dei nazisti sopravvissuti. Renata osserva che "molto deve essere ancora fatto". I momenti finali del film mostrano la Terra, dove degli ICBM vengono sparati in tutto il mondo. Al termine dei titoli di coda viene mostrato un satellite misterioso dirigersi verso Marte.

## Produzione
Produzione internazionale cofinanziata da Finlandia, Germania e Australia e ispirata alla leggenda degli UFO nazisti, il film viene dai creatori di Star Wreck: In the Pirkinning ed è stato prodotto da Tero Kaukomaa della Blind Spot Pictures.
Samuli Torssonen è il responsabile degli effetti digitali del film. Gli sceneggiatori sono Johanna Sinisalo e Michael Kalesniko.
Il film è stato finanziato da Energia Productions, Blind Spot Pictures, New Holland Pictures e 27 Films production companies, ed è stato proiettato nei cinema in Finlandia, Germania e altri paesi europei a partire dall'aprile 2012.

## Promozione
Il 14 settembre 2012 è stato diffuso online il trailer italiano del film.
La locandina del film uscita nei paesi anglosassoni riporta in alto al centro la frase "The Reich Strikes Back", gioco di parole che riprende il titolo L'Impero colpisce ancora, in inglese The Empire Strikes Back. "Reich", uno degli appellativi della Germania hitleriana, significa anch'esso "impero".

## Distribuzione
L'uscita nei cinema italiani è avvenuta l'11 ottobre 2012.

## Riconoscimenti
- 2012 - Festival internazionale del cinema fantastico di Bruxelles
  - Premio Pegaso

## Sequel
Nel 2019 è uscito il sequel intitolato Iron Sky - La battaglia continua, scritto e diretto sempre da Timo Vuorensola.